# Post (internetbericht)
Een post (Engelse uitspraak, als in poost) is een bericht geplaatst op het internet. Het kan gaan om het plaatsen van een enkele zin, een hele tekst, een afbeelding, foto of link. Er kan gepost worden op internetfora, sociale netwerksites, blogs enz.
- Op de netwerksite Twitter heet een post een tweet.
- Op Facebook kan zowel de statusupdate, het delen van een foto, het nalaten van een boodschap op het prikbord van anderen, enzoverder als post beschouwd worden.
- Op fora komen de posts meestal in vorm van vraag en antwoord. Vaak staan ze gesorteerd per onderwerp. Dit heet dan een topic.